# Pont au Double

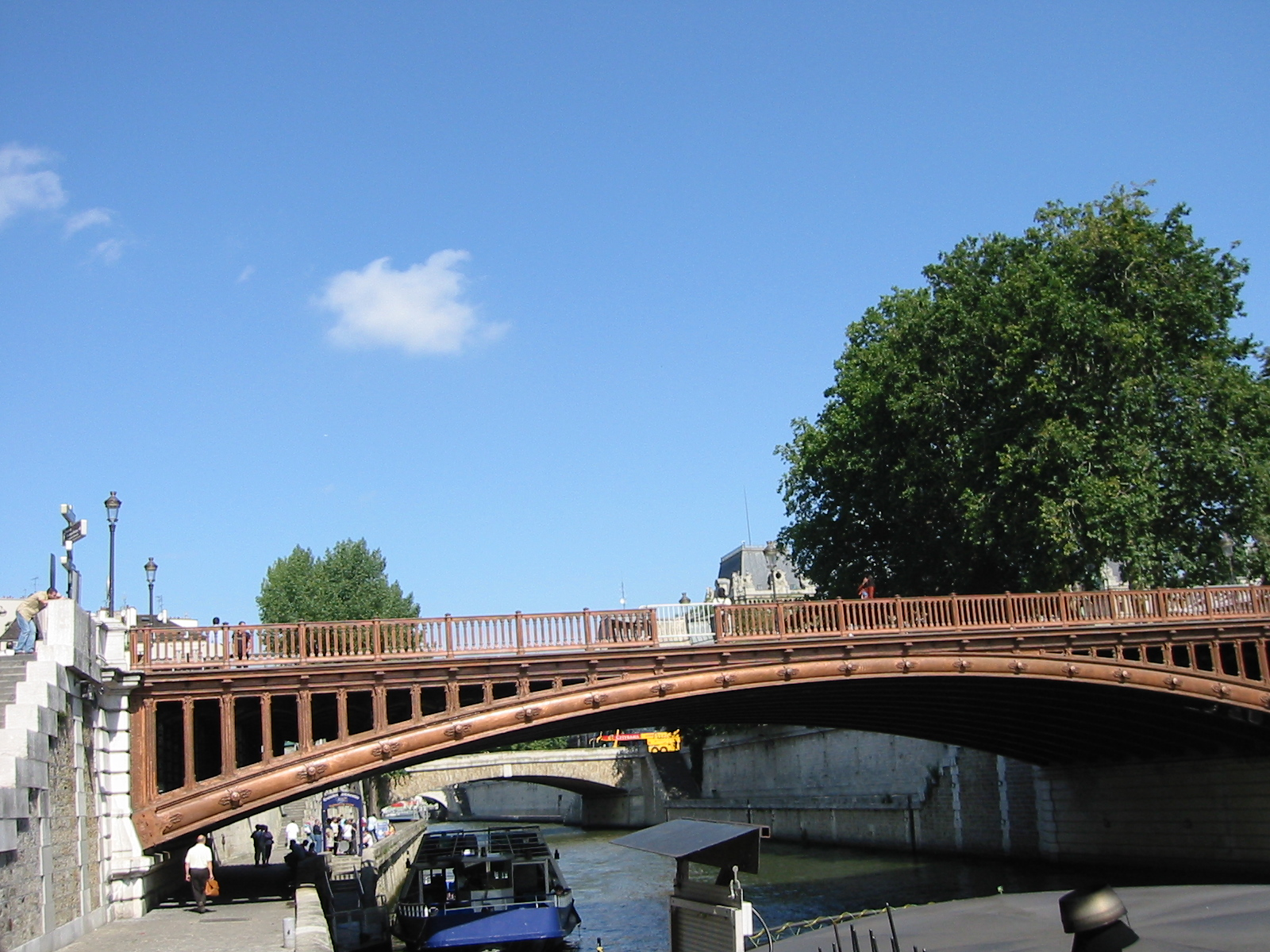
El Pont au Double des de la riba esquerra

El pont au Double és un pont que travessa el Sena a París, a França.

## Situació
Connecta el 4t districte, a nivell de l'île de la Cité, al 5è districte, sobre el quai de Montebello.

## Història
El 1515, se li demanà a Francesc I de construir un pont sobre el petit braç del Sena, per tal d'instal·lar-hi malalts prop de l'Hôtel-Dieu que es va construir el 1626. El 1634, s'hi van construir dos edificis.
El pont au Double treu el seu nom de l'import del peatge que calia pagar per travessar-lo: un doble denari.
El 1709, el pont es desploma. Se'l reconstrueix i subsisteix fins a 1847. El 1883, és reemplaçat per un arc de fosa per a les necessitats de navegació.

## Característiques
- Tipus de construcció: pont en arc
- Construcció: 1881 - 1883
- Arquitectes: Henri-Prosper Bernard i Jules Lax
- Material: ferro forjat
- Longitud total: 45 m
- Amplada de la biga: 20 m